# Carl H. Brans
Carl Henry Brans (* 13. prosince 1935) je americký matematický fyzik, nejvíce známý svou prací na základech gravitace s Robertem Dickem, označované Bransova-Dickeho teorie.
Narodil se v Dallasu v Texasu, na vysokou školu ale odešel do Louisiany, kde studoval na Loyola University New Orleans. Doktorát obdržel v roce 1961 na Princetonské univerzitě. Poté se vrátil zpět do New Orleans, kde získal post profesora fyziky. Dále zastával místa hostujících profesorů na Princetonské univerzitě, Ústavu pro pokročilá studia a na univerzitě v Koelnu.
Brans je známý díky studiu gravitační interakce a vypracování Bransovy-Dickeho teorie, v níž se gravitační konstanta s časem mění, a která je konkurenční teorií k Einsteinově obecné relativity. Tato teorie úzce souvisí s podobnou prací, kterou dříve vymyslel Pascual Jordan, ale obě byly vyvinuty nezávisle. Občas se proto mluví o Jordanově-Bransově-Dickeho skalární tenzorové teorii gravitace. V této teorii, založené na spekulacích Macha, Eddingtona nebo Diraca je zavedeno univerzální skalární pole jako doplněk k metrice, což vede k teorii, v níž hodnota gravitační konstanty závisí na rozložení hmoty ve vesmíru. Řada měření ze 70. let ukázala, že Jordanova-Bransova-Dickeho teorie není o nic jednodušší než standardní obecná relativita v kontextu solárního systému. Nicméně inflační kosmologie a teorie strun znovu obnovily zájem o skalární modifikace standardní obecné relativity, ačkoli ne v původní podobě teorie Branse, Dickeho a Jordana.
V 60. a 70. letech vyvinul kompletní a efektivní systém klasifikace invariantních čtyřdimenzionálních Ricciho geometrií, rozvíjel počítačové programy pro symbolické manipulace a pracoval také na problematice důkazů Bellových nerovností.
Od 80. let se zaměřil na vývoj diferenciálních topologií týkajících se existence exotických globálních diferenciálních struktur a jejich možných aplikací ve fyzice. Tato práce zahrnuje pohled na sedmidimenzionální Milnorovy sféry jako exotické Yangovy-Millsovy uzly, a to především nekonečné exotické diferenciální struktury na Eukleidovském čtyřdimenzionálním prostoru. Jde o alternativní modely prostoročasu v obecné relativitě. Tuto práci s Bransem prováděl Torsten Asselmeyer-Maluga z Berlína. Navrhuje se, že by exotické hladké struktury mohly vyřešit některé problémy v kosmologii, například vysvětlení jakou podstatu mají temná hmota a temná energie.